# 회안공
회안공 왕정(淮安公 王侹, ? ~ 1234년 9월 25일(음력 9월 1일))는 고려의 왕족으로 인종의 셋째 딸인 창락궁주의 아들 영인후(寧仁侯) 왕진(王稹)과 인종의 셋째 아들인 명종의 딸 연희궁주의 아들이다.

## 생애
왕정(王侹)은 고려 신종의 딸인 경녕궁주(敬寧宮主)에게 장가들어 먼저 시흥백(始興伯)에 책봉되었으며, 이후 후(侯)로 진봉되었다가, 회안공(淮安公)의 작호를 받았다.
1231년(고종 18년) 12월 병진일에 몽고의 살리타이에게 토산물을 전하였다. 회안공이 군영에 가서 살리타이를 보고는 계단 아래에서 절을 하였으나 살리타이는 응대하지 않았다. 회안공이 술상을 대접하니 살리타이가 몽고의 전통 술인 동락(湩酪)을 권하였다. 회안공이 주는 대로 잘 마시자 살리타이가 매우 기뻐하였다고 한다. 1234년 9월 초하루 정유일에 죽었다.

## 가계
- 아버지 : 영인후 왕진(寧仁侯 王稹)
- 어머니 : 연희궁주(延禧宮主) - 명종의 딸
  - 아내 : 경녕궁주(敬寧宮主) - 신종의 딸
    - 장남 : 계양후 왕연(桂陽侯 王挻)
    - 차남 : 신양백(新陽伯) 왕전(王王+全) (? ~1256) - 수흥궁주(壽興宮主)와 혼인
      - 손자 : 제안공 왕숙(齊安公 王淑)
      - 손자 : 대방공 왕징(帶方公 王澂) (? ~1292)
        - 증손 : 중원공 왕온(中原公 王昷)
          - 고손 : 회안대군 왕순(王珣)(淮安大君 王珣)
            - 5세손 : 원윤 왕증(元尹 王証)
            - 5세손 : 왕당(王讜)
            - 5세손 : 익성부원군 왕서(益城府院君 王諝)
              - 6세손 : 익창군 왕완(益昌君 王緩)
              - 6세손 : 익산군(益山君) 왕집(王緝) 혹은 왕서(王敍) - 숙녕궁주와 혼인

            - 5세손 : 창녕군 왕형(昌寧君 王詗)
            - 6세손 : 영원군 왕기(寧原君 王琦)

          - 고손 : 창원군 왕우(昌原君 王瑀)
          - 고손 : 낙랑군 왕수(樂浪君 王琇)
            - 5세손 : 순안군 왕방(順安君 王昉)
              - 6세손 : 영복군 왕격(永福君 王鬲)
                - 7세손 : 원윤 왕회(元尹 王回)

              - 6세손 : 순녕군 왕담(順寧君 王聃)

    - 3남 : 수사도 왕시(守司徒 王諟)

## 회안공이 등장한 작품
- 《무신》 (MBC, 2012년~2012년,배우:한인수)